# 電磁石同期電動機
電磁石同期電動機（でんじしゃくどうきでんどうき）は、回転子（界磁）に電磁石を用いた同期電動機である。

## 特徴
- 大容量のものが製作可能である。
- 界磁電流を変化させることによって、力率を変化させることができる。
- 界磁励磁のための電源回路と付帯装置が必要で高価である。

## 位相特性曲線（V曲線）
同期電動機の位相特性曲線は、供給電圧と負荷を一定としたときの、界磁電流と電機子電流の関係を表したものである。V字形になるためV曲線とも呼ばれる。
電機子電流が最低の点が力率1であり、そこから、界磁電流を多くすると力率が進み、少なくすると力率が遅れとなる。
また、負荷が大きくなるにしたがって、力率が1となる点の界磁電流が大きくなり、電機子電流が大きくなる方向へ曲線が移動する。

## 始動方式

### 自己始動方式
制動巻線を利用し、かご形三相誘導電動機として始動用回路を使用して始動し、同期速度付近で界磁を励磁し同期運転させる。

### 始動電動機方式
回転軸直結の始動電動機で加速し、同期速度付近で界磁・電機子を電源に接続し同期運転させる。
始動電動機としては、主電動機より極数の少ない三相誘導電動機・直流電動機などが用いられる。

## 始動と速度制御を兼ねる方式

### 可変電圧可変周波数制御電源
電動機の停止中から界磁を励磁しておき可変電圧可変周波数制御電源で同期始動する。
電源としては、他の同期発電機、インバータなどが用いられる。

### 超同期セルビウス方式（二次励磁方式）
回転子に三相分布巻線形を用いて可変周波数制御の三相交流電源で励磁する。固定子の電源周波数を:f1、回転子の電源周波数を:f2、回転子の回転数を:f、とすると
f=f1±f2（磁界の回転方向が、逆方向の場合+・同方向の場合-）
となる。
可変周波数制御電源の容量は小さくなるが、回転子の構造が複雑となる。大容量の可変速揚水発電用のポンプ水車用として用いられる。